# VDI 2035
Die Richtlinienreihe VDI 2035 beschreibt den Stand der Technik für die Wasserqualität von Warmwasser-Heizungsanlagen und soll dazu beitragen, Schäden durch Korrosion und Steinbildung in diesen Anlagen zu minimieren. Das Blatt 3 behandelt ergänzend die abgasseitige Korrosion metallischer Werkstoffe von Warmwasserheizanlagen, unmittelbar beheizten Wassererwärmungsanlagen und den zugehörigen Abgasanlagen. Die Richtlinienreihe VDI 2035 wurde erstmals 1979 veröffentlicht und gilt seit dieser Zeit als eine der wichtigsten Technischen Regeln im Bereich der Wärme-/Heiztechnik.

## Gliederung der Richtlinienreihe
| Name | Ausgabedatum |
| --- | ------------ |
| VDI 2035 Blatt 1 Vermeidung von Schäden in Warmwasser-Heizungsanlagen – Steinbildung in Trinkwassererwärmungs- und Warmwasser-Heizungsanlagen                                                                     | 2021-03      |
| VDI 2035 Blatt 1 Berichtigung Vermeidung von Schäden in Warmwasser-Heizungsanlagen – Steinbildung in Trinkwassererwärmungs- und Warmwasser-Heizungsanlagen – Berichtigung zur Richtlinie VDI 2035 Blatt 1:2005-12 | 2006-12      |
| VDI 2035 Blatt 2 Vermeidung von Schäden in Warmwasser-Heizungsanlagen – Wasserseitige Korrosion | 2009-08      |
| VDI 2035 Blatt 3 Vermeidung von Schäden in Warmwasser-Heizungsanlagen – Abgasseitige Korrosion | 2014-07      |

Seit März 2021 existiert ein neues Blatt 1 "Vermeidung von Schäden in Warmwasser-Heizungsanlagen – Steinbildung und wasserseitige Korrosion".

## Grundlegendes
Frisches Wasser ist in Heizungsanlagen problematisch: Es bringt Erdalkalien als Härtebildner und Sauerstoff ein. Die Härtebildner können zu Ablagerungen und Steinbildung führen, Sauerstoff zu Korrosionsschäden. Moderne Systeme sind nicht nur energieeffizienter als alte, sie sind oft auch sehr kompakt und dünnwandig gebaut. Das macht sie deutlich anfälliger für die vorstehenden Probleme.
Die Richtlinienreihe VDI 2035 legt deswegen Anforderungen an das Füll- und Ergänzungswasser von Heizungsanlagen fest. Für Kleinanlagen, wie sie in Einfamilienhäusern vorliegen, muss das Füll- und Ergänzungswasser nicht aufbereitet werden. Bei größeren Anlagen sind jedoch Anforderungen an den pH-Wert, die Leitfähigkeit (Salzgehalt) und den Erdalkaligehalt (Härte) einzuhalten.
Für die Wartung der Heizungsanlage wird empfohlen, nur aus den Anlagenteilen das Wasser abzulassen, für die dies unabdingbar ist, und auch nur die fehlende Menge Wasser nachzufüllen. Muss das Heizungswasser ergänzt oder erneuert werden, sollte man hierzu enthärtetes Wasser verwenden. Als Erfahrungswert geht VDI 2035 Blatt 1 davon aus, dass das gesamte Wasser einer gut gewarteten Heizungsanlage über ihre Lebensdauer nicht mehr als dreimal ausgetauscht werden sollte.
Trinkwasser-Installationen dürfen aus Hygienegründen nicht ohne Sicherungseinrichtung mit Nicht-Trinkwasser-Installationen verbunden werden. Zum Beispiel ist ein beim Nachfüllen der Heizung aus Bequemlichkeit angeschlossen belassener Schlauch zwischen Zapfstelle und Heizung illegal, weil er zur Brutstätte von Keimen werden kann, die trotz geschlossener Armatur die Hygiene der gesamten Trinkwasserinstallation gefährden kann.

## Anwendungsbereiche

### Blatt 1 – Steinbildung
Die Richtlinie VDI 2035 Blatt 1 gilt für Trinkwassererwärmungsanlagen nach DIN 4753 und für Warmwasser-Heizungsanlagen nach DIN EN 12828 innerhalb eines Gebäudes, wenn die Vorlauftemperatur bestimmungsgemäß 100 °C nicht überschreitet. Außerdem gilt diese Richtlinie für Anlagen des Wärmecontracting, bei denen Gebäudekomplexe versorgt werden, wenn sichergestellt wird, dass während der Lebensdauer der Anlage das Ergänzungswasservolumen höchstens das Doppelte des Füllwasservolumens beträgt. Andernfalls ist, wie für Industrie- und Fernwärmeheizanlagen, das AGFW-Arbeitsblatt FW 510 oder das VdTÜV-Merkblatt TCh 1466 zu berücksichtigen.

### Blatt 2 – Wasserseitige Korrosion
Die Richtlinie VDI 2035 Blatt 2 gilt für Warmwasser-Heizungsanlagen nach EN 12828 innerhalb eines Gebäudes, wenn die Vorlauftemperatur bestimmungsgemäß 100 °C nicht überschreitet. Außerdem gilt diese Richtlinie für Anlagen des Wärmecontractings, bei denen Gebäudekomplexe versorgt werden, wenn sichergestellt wird, dass während der Lebensdauer der Anlage das Ergänzungswasservolumen höchstens das Zweifache des Füllwasservolumens beträgt. Andernfalls ist, wie für Industrie- und Fernwärmeheizanlagen, das Arbeitsblatt AGFW FW 510 oder Merkblatt VdTÜV MB TECH 1466 zu berücksichtigen.
Diese Richtlinie gibt Hinweise und formuliert in Einzelfällen Anforderungen zur Minderung der heizungswasserseitigen Korrosionswahrscheinlichkeit in Warmwasser-Heizungsanlagen.

### Blatt 3 – Abgasseitige Korrosion
Diese Richtlinie behandelt die abgasseitige Korrosion metallischer Werkstoffe von unmittelbar beheizten Wassererwärmungsanlagen in Warmwasser-Heizungsanlagen und von den zugehörigen Abgasanlagen. Die Anwendung der Richtlinie ermöglicht es die Wahrscheinlichkeit von Bauteilversagens bzw. von Funktionsbeeinträchtigungen durch sachgerechte Planung, Ausführung und Betrieb zu minimieren. Diese Richtlinie richtet sich an Hersteller, Planer, ausführende Fachbetriebe und Anlagenbetreiber. Die Korrosion im Hochtemperaturbereich, wie Verzunderung, ist nicht Gegenstand dieser Richtlinie.

## Druckhaltung, Entlüftung und Entgasung
Die Themen Druckhaltung, Entlüftung und Entgasung werden detailliert in der Richtlinienreihe VDI 4708 behandelt. Diese Richtlinie gilt für Flüssigkeitskreisläufe von Heizanlagen, für die eine Unterbrechung der Beheizung bzw. der Umwälzung (z. B. im Sommer oder zur Nachtabsenkung) einen regulären Betriebsfall darstellen. Sie dient der Auslegung von Druckhalteanlagen sowie deren Überprüfung im Betriebs- und Wartungsfall. Die Druckabsicherung und die sicherheitstechnische Ausrüstung sind nicht Gegenstand dieser Richtlinie. Die Richtlinie ergänzt die vorliegenden Richtlinien zur Konstruktion, Fertigung und Prüfung der Druckhalte-, Entlüftungs- und Entgasungsanlagen bzw. ihrer Systemkomponenten hinsichtlich der thermohydraulischen Integration in die Flüssigkeitskreisläufe durch Empfehlungen und Auslegungsrichtlinien.

## Schulungen
Durch die zunehmende Komplexität moderner Warmwasser-Heizungsanlagen muss zur Sicherstellung der Funktionalität sowie der Anforderungen an Energieeffizienz und Lebensdauer die Einhaltung der Festlegungen in den Richtlinienreihen VDI 2035 und VDI 4708 gewährleistet werden. Die Richtlinie VDI 4704 greift diese wichtigen Themen auf und bietet ein Schulungskonzept an, das sich an alle in der Planung, der Errichtung, dem Betrieb und der Instandhaltung von Warmwasser-Heizungsanlagen tätigen Fachleute richtet. Es werden Schulungskategorien für verschiedene Zielgruppen mit Eingangsvoraussetzungen, Lerninhalten und die Rahmenbedingungen dargestellt. Durch Weiterbildung auf den Gebieten der Wasserbeschaffenheit, Steinbildung, wasserseitigen Korrosion, Druckhaltung, Entlüftung und Entgasung soll die Wahrscheinlichkeit des Auftretens von Schäden an Anlagenkomponenten sowie von Betriebsstörungen vermindert werden.